# 王绩
王绩（585年—644年），字无功，号东皋子，隋末唐初绛州龙门县（今山西河津市）人，初唐诗人。
初唐的三十余年，诗坛上仍旧弥漫着梁陈余风，只有王绩在追踪晋宋间独来独往因而不免寂寞的陶渊明。他以此为后世称赞。

## 生平
出生於“ 六世冠冕”、“家富墳籍”，少與李播、呂才友好，十多岁游长安，拜见杨素，在宴會裡大出風頭，被称为“神仙童子”。隋朝大业末年，举孝悌廉洁科，官为秘书正字。简傲嗜酒，因不愿在京任职，去做了六合县丞，不理政事，天天喝酒（所以稱為五斗先生），屡被弹劾。王绩叹曰：“网罗高悬，去将安所？”不久，“托以风疾，轻舟夜遁”，辞官回家。
唐朝武德年间，征集隋朝旧官，薛收推薦王绩徵为门下省待诏，其弟王静问他：“待诏可乐否？”答曰：“吾待诏，俸殊为萧瑟，但良酝三升，差可恋尔。”日给酒一斗，时人称之“斗酒学士”。贞观四年（630年），因其兄王凝因弹劾大臣侯君集獲罪，“王氏兄弟皆抑而不用”，王绩稱疾退隐。贞观十一年（637年），“以家贫赴选”，他聽說太乐署有位小吏焦革善於酿酒，王绩自求任太乐丞，吏部以非流不許，王绩苦苦哀求，乃許。不久焦氏夫妇卻相继去世，再無人供應好酒。王绩长叹道：“天乃不令吾饱美酒。”
贞观初年，因病回乡，与其兄王通隐居于北山东皋，自号东皋子。专心研究酿酒技术，他把焦革釀酒法撰為《酒經》一卷。又以诗赋著称于世。貞觀十八年（644年），“終於家”。其文集由呂才輯為五卷，其诗多写田园山水，淳朴自然，“有乐府余响”，对唐诗的健康发展有一定影响。明人杨慎说他：“隐节既高，诗律又盛。盖王、杨、卢、骆之滥觞，陈、杜、沈、宋之先鞭也”。初唐四杰中的王勃，是其侄孙。

## 著作
- 《东皋子集》